# The Rasmus
The Rasmus – fiński zespół grający muzykę rockową, założony w 1994.
Od debiutu nagrali i wydali osiem albumów studyjnych i dwie składanki. Sprzedali płyty w łącznym nakładzie niemal 4 mln egzemplarzy na świecie. Światową sławę grupie przyniósł utwór „In the Shadows” wydany w 2003. W kolejnych latach wylansowali hity, takie jak m.in. „First Day of My Life”, „Guilty”, „Funeral Song (Dead Letters)”, „Shot”, „No Fear”, „Sail Away (Hide from the Sun)” i „Livin’ in a World Without You”.
Zespół wystąpił kilka razy w Polsce, m.in. 22 listopada 2005, 21 lutego 2009 i 12 listopada 2017 w klubie Stodoła w Warszawie, 6 maja 2010 podczas Dni Kultury Studenckiej na placu Zamkowym w Lublinie, 14 listopada 2017 w klubie Kwadrat w Krakowie i 27 sierpnia 2022 na Magicznym Zakończeniu Wakacji w Kadzielni w Kielcach.
W 2022 zostali reprezentantami Finlandii w 66. Konkursie Piosenki Eurowizji w Turynie.

## Historia
Grupa powstała w 1994, kiedy jej członkowie byli jeszcze w szkole średniej. Wokalista Lauri Ylönen tworzył i wykonywał utwory w języku angielskim. Zespół początkowo koncertował z perkusistą Janne Heiskanenem, który odszedł od grupy w 1999. Jego miejsce zajął perkusista Aki Hakala ps. „Hattu”, który wcześniej sprzedawał gadżety zespołu na koncertach.
W 2003 wydali singiel „In the Shadows”, który stał się światowym przebojem i pozostaje największym hitem w dorobku zespołu.
17 września 2007 zespół zaczął nagrywać materiał na kolejny album, nad którym pracowali z Desmondem Childem. Płytę pt. Black Roses wydali 24 września 2008 w Finlandii i dwa dni później w pozostałych krajach Europy. Na pierwszy singiel wydali piosenkę „Livin’ in a World Without You”, do którego nakręcili teledysk w Sztokholmie.
16 stycznia 2009 wystąpili dla 10-osobowej publiczności w ramach stałego cyklu zamkniętych występów Najmniejszego koncertu świata zorganizowanego przez stację radiową Roxy FM. Na przełomie 2009 i 2010 we współpracy z Anette Olzon wydali singel „October and April”.
31 marca 2017 opublikowali utwór „Paradise”, którym zapowiedzieli swój ósmy album studyjny. Płytę pt. Dark Matters wydali 6 października 2017.
W styczniu 2022 zostali ogłoszeni uczestnikami programu Uuden musiikin kilpailu, fińskich eliminacji na Konkurs Piosenki Eurowizji, do których zgłosili się z utworem „Jezebel”, w następnym miesiącu wygrali w odcinku finałowym, zdobywając w ten sposób prawo do reprezentowania Finlandii w 66. Konkursie Piosenki Eurowizji organizowanym w Turynie. 12 maja wystąpili jako pierwsi w kolejności w drugim półfinale konkursu i z siódmego miejsca zakwalifikowali się do finału, który został rozegrany 14 maja. Wystąpili w nim z czwartym numerem startowym i zajęli 21. miejsce po zdobyciu 38 punktów w tym 26 punkty od telewidzów (16. miejsce) i 12 pkt od jurorów (22. miejsce).

## Dyskografia

### Albumy
| 1996                           | Peep - Data: 23 września 1996 - Wydawca: Warner Music                 | 16 | –  | –  | –  | –  | –  | –  | –  | |
| 1997                           | Playboys - Data: 29 sierpnia 1997 - Wydawca: Warner Music             | 5  | –  | –  | –  | –  | –  | –  | –  | |
| 1998                           | Hell of a Tester - Data: 2 listopada 1998 - Wydawca: Warner Music     | 16 | –  | –  | –  | –  | –  | –  | –  | |
| 2001                           | Into - Data: 29 października 2001 - Wydawca: Playgroud Music          | 1  | –  | –  | –  | –  | –  | –  | –  | - FIN: 2x platynowa płyta                                                                                     |
| 2003                           | Dead Letters - Data: 21 marca 2003 - Wydawca: Playgroud Music         | 1  | 1  | 17 | 1  | 1  | 29 | 5  | 49 | - FIN: 2x platynowa płyta - DEU: platynowa płyta - CHE: platynowa płyta - POL: złota płyta - SWE: złota płyta |
| 2005                           | Hide from the Sun - Data: 12 września 2005 - Wydawca: Playgroud Music | 1  | 3  | 16 | 4  | 5  | 27 | 19 | –  | - FIN: platynowa płyta                                                                                        |
| 2008                           | Black Roses - Data: 26 września 2008 - Wydawca: Playgroud Music       | 1  | 13 | 32 | 22 | 22 | 51 | –  | –  | - FIN: złota płyta                                                                                            |
| 2012                           | The Rasmus - Data: 18 kwietnia 2012 - Wydawca: Universal Music        | 3  | 26 | –  | 23 | 46 | –  | –  | –  | - FIN: złota płyta                                                                                            |
| 2017                           | Dark Matters - Data: 6 października 2017 - Wydawca: Playground Music  | 7  | 61 | –  | 47 | 52 | –  | –  | –  | |
| „–” pozycja nie była notowana. |                                                                       |    |    |    |    |    |    |    |    | |

### Kompilacje
| Rok  | Tytuł                                                                   | Pozycja na liście | Certyfikat             |
| Rok  | Tytuł                                                                   | FIN               | Certyfikat             |
| ---- | ----------------------------------------------------------------------- | ----------------- | ---------------------- |
| 2001 | Hell of a Collection - Data: 2001 - Wydawca: Warner Music Finland       | 2                 | - FIN: platynowa płyta |
| 2009 | Best of 2001–2009 - Data: 28 listopada 2009 - Wydawca: Playground Music | 8                 |                        |

### Inne
| Rok  | Tytuł                                                                    | Pozycja na liście |
| Rok  | Tytuł                                                                    | DEU               |
| ---- | ------------------------------------------------------------------------ | ----------------- |
| 2004 | Live Letters (DVD) - Data: 22 listopada 2004 - Wydawca: Playground Music | 91                |

### Single
| Rok                            | Tytuł                           | Pozycja na liście | Pozycja na liście | Pozycja na liście | Pozycja na liście | Pozycja na liście | Pozycja na liście | Pozycja na liście | Certyfikat                                                                  | Album                   |
| Rok                            | Tytuł                           | POL               | FIN               | DEU               | SWE               | AUT               | CHE               | NLD               | Certyfikat                                                                  | Album                   |
| ------------------------------ | ------------------------------- | ----------------- | ----------------- | ----------------- | ----------------- | ----------------- | ----------------- | ----------------- | --------------------------------------------------------------------------- | ----------------------- |
| 1997                           | „Blue”                          | –                 | 3                 | –                 | –                 | –                 | –                 | –                 |                                                                             | Playboys                |
| 1997                           | „Kola”                          | –                 | –                 | –                 | –                 | –                 | –                 | –                 |                                                                             | Playboys                |
| 1997                           | „Playboys”                      | –                 | –                 | –                 | –                 | –                 | –                 | –                 |                                                                             | Playboys                |
| 1998                           | „Ice”                           | –                 | 2                 | –                 | –                 | –                 | –                 | –                 |                                                                             | Playboys                |
| 1998                           | „Liquid”                        | –                 | 2                 | –                 | –                 | –                 | –                 | –                 |                                                                             | Hell of a Tester        |
| 1999                           | „Swimming with the Kids”        | –                 | 16                | –                 | –                 | –                 | –                 | –                 |                                                                             | Hell of a Tester        |
| 2001                           | „F-F-F-Falling”                 | –                 | 1                 | –                 | –                 | –                 | –                 | –                 | - FIN: platynowa płyta                                                      | Hell of a Tester        |
| 2001                           | „Chill”                         | –                 | 2                 | –                 | –                 | –                 | –                 | –                 |                                                                             | Into                    |
| 2001                           | „Madness”                       | –                 | 2                 | –                 | –                 | –                 | –                 | –                 |                                                                             | Into                    |
| 2002                           | „Heartbreaker/Days”             | –                 | 1                 | –                 | –                 | –                 | –                 | –                 |                                                                             | Into                    |
| 2003                           | „In the Shadows”                | 1                 | 1                 | 1                 | 2                 | 2                 | 2                 | 6                 | - FIN: złota płyta - DEU: złota płyta - SWE: złota płyta - CHE: złota płyta | Dead Letters            |
| 2003                           | „In my life”                    | –                 | 2                 | –                 | –                 | –                 | –                 | 51                |                                                                             | Dead Letters            |
| 2003                           | „First Day of My Life”          | 1                 | 4                 | 6                 | 31                | 9                 | 20                | 28                |                                                                             | Dead Letters            |
| 2004                           | „Funeral Song”                  | 2                 | 2                 | 24                | –                 | 32                | 54                | –                 |                                                                             | Dead Letters            |
| 2004                           | „Guilty”                        | –                 | 2                 | 20                | –                 | 32                | 43                | 58                |                                                                             | Dead Letters            |
| 2005                           | „No Fear”                       | –                 | 1                 | 13                | 23                | 16                | 44                | 17                |                                                                             | Hide from the Sun       |
| 2005                           | „Sail Away”                     | –                 | 2                 | 34                | 58                | 53                | 51                | 74                |                                                                             | Hide from the Sun       |
| 2006                           | „Shot”                          | –                 | 6                 | 46                | –                 | 49                | –                 | 91                |                                                                             | Hide from the Sun       |
| 2008                           | „Livin’ in a World Without You” | 2                 | 1                 | 14                | –                 | 26                | 78                | –                 |                                                                             | Black Roses             |
| 2009                           | „Justify”                       | –                 | –                 | 56                | –                 | 61                | –                 | –                 |                                                                             | Black Roses             |
| 2009                           | „October and April”             | 4                 | 3                 | 79                | –                 | –                 | –                 | –                 |                                                                             | Best of 2001–2009       |
| 2012                           | „I'm a Mess”                    | 1                 | 1                 | –                 | –                 | –                 | –                 | –                 |                                                                             | The Rasmus              |
| 2012                           | „Stranger”                      | –                 | –                 | –                 | –                 | –                 | –                 | –                 |                                                                             | The Rasmus              |
| 2012                           | „Mysteria”                      | –                 | –                 | –                 | –                 | –                 | –                 | –                 |                                                                             | The Rasmus              |
| 2017                           | „Paradise”                      | –                 | –                 | –                 | –                 | –                 | –                 | –                 |                                                                             | Dark Matters            |
| 2017                           | „Silver Night”                  | –                 | –                 | –                 | –                 | –                 | –                 | –                 |                                                                             | Dark Matters            |
| 2017                           | „Wonderman”                     | –                 | –                 | –                 | –                 | –                 | –                 | –                 |                                                                             | Dark Matters            |
| 2017                           | „Teardrops”                     | –                 | –                 | –                 | –                 | –                 | –                 | –                 |                                                                             | Dark Matters            |
| 2018                           | „Nothing”                       | –                 | –                 | –                 | –                 | –                 | –                 | –                 |                                                                             | Dark Matters            |
| 2018                           | „Holy Grail”                    | –                 | –                 | –                 | –                 | –                 | –                 | –                 |                                                                             | Singiel bez albumu      |
| 2021                           | „Bones”                         | –                 | –                 | –                 | –                 | –                 | –                 | –                 |                                                                             | Niewydany jeszcze album |
| 2021                           | „Venomous Moon”                 | –                 | –                 | –                 | –                 | –                 | –                 | –                 |                                                                             | Niewydany jeszcze album |
| 2022                           | „Jezebel”                       | –                 | 4                 | –                 | 107               | –                 | –                 | –                 |                                                                             | Niewydany jeszcze album |
| „–” pozycja nie była notowana. |                                 |                   |                   |                   |                   |                   |                   |                   |                                                                             |                         |

## Nagrody i wyróżnienia
| Rok  | Kategoria                           | Tytułem         | Nagroda    | Nota | Źródło |
| ---- | ----------------------------------- | --------------- | ---------- | ---- | ------ |
| 2001 | Vuoden yhtye                        | The Rasmus      | Emma-gaala | Laur | [ 36 ] |
| 2001 | Pop/rock-albumi                     | Into            | Emma-gaala | Laur | [ 36 ] |
| 2001 | Vuoden albumi                       | Into            | Emma-gaala | Laur | [ 36 ] |
| 2001 | Vuoden biisi                        | „F-F-F-Falling” | Emma-gaala | Laur | [ 36 ] |
| 2003 | Vuoden yhtye                        | The Rasmus      | Emma-gaala | Laur | [ 37 ] |
| 2003 | Vienti-EMMA                         | The Rasmus      | Emma-gaala | Laur | [ 37 ] |
| 2012 | Yleisöäänestys Vuoden musiikkivideo | „I’m a Mess”    | Emma-gaala | Laur | [ 38 ] |
| 2012 | Yleisöäänestys Vuoden albuminkansi  | The Rasmus      | Emma-gaala | Laur | [ 38 ] |